# Volksbank Fredenbeck-Oldendorf-Ahlerstedt
Die Volksbank eG (im Außenauftritt Volksbank Fredenbeck-Oldendorf-Ahlerstedt) ist eine deutsche Genossenschaftsbank mit Sitz in der niedersächsischen Gemeinde Fredenbeck im Landkreis Stade.

## Geschichte
Die heutige Volksbank eG entstand im Jahr 2016 durch die Fusion der Volksbank eG Fredenbeck-Oldendorf mit dem Sitz in Fredenbeck und der Volksbank eG mit dem Sitz in Ahlerstedt. Zuvor entstand im Jahr 2010 durch die Verschmelzung der Volksbank eG mit dem Sitz Oldendorf und der Volksbank eG mit dem Sitz in Fredenbeck die Volksbank eG Fredenbeck-Oldendorf.

### Geschichte der Volksbank Fredenbeck
Die Volksbank eG mit dem Sitz in Fredenbeck entstand durch mehrere Zusammenschlüsse einzelner Spar- und Darlehenskassen im heutigen Geschäftsgebiet, den Samtgemeinden Fredenbeck, Farven und Heinbockel-Hagenah.
Im Jahr 1892 wurde die Spar- und Darlehenskasse in Kutenholz-Mulsum, im Jahr 1924 die Spar- und Darlehenskasse in Farven-Byhusen und im Jahr 1925 die Spar- und Darlehenskassen in Kutenholz und in Fredenbeck gegründet.
Aus diesen vier Banken ist im Laufe der Zeit die Volksbank eG mit Sitz in Fredenbeck entstanden. Zunächst fanden sich im Jahr 1969 die Spar- und Darlehnskasse Byhusen eGmbH und die Spar- und Darlehnskasse Kutenholz eGmbH zur Spar- und Darlehnskasse Byhusen-Kutenholz eGmbH zusammen sowie im gleichen Jahr die Spar- und Darlehnskasse Fredenbeck eGmbH und die Spar- und Darlehnskasse Mulsum eGmbH zur Spar- und Darlehnskasse Fredenbeck-Mulsum eGmbH. In den siebziger Jahren änderten sie ihre Firmennamen dann jeweils in Volksbank eG. Beim letzten Zusammenschluss im Jahre 1986 wurde dann aus der Volksbank eG Fredenbeck-Mulsum  und der Volksbank eG Byhusen-Kutenholz die Volksbank eG mit Sitz in Fredenbeck mit ihren beiden Geschäftsstellen in den Orten Kutenholz und Mulsum.

### Geschichte der Volksbank Oldendorf
Die Volksbank eG mit dem Sitz in Oldendorf wurde am 13. Juni 1897 als Spar- und Darlehenskasse Oldendorf von 55 Mitgliedern bestehend aus Landwirten, Gastwirten, Mühlenbesitzern, Altenteilern und Handwerkern gegründet. Sie kamen aus den Ortschaften Gräpel, Kranenburg, Estorf, Sunde, Kaken und Oldendorf.
Im Jahre 1939 wurde die Spar- und Darlehenskasse Oldendorf in „Spar- und Darlehenskasse Oldendorf Kr. Stade eingetragene Genossenschaft mit beschränkter Haftpflicht“ umbenannt. 1954 fand eine Verschmelzung mit der Spar- und Darlehenskasse Gräpel eGmbH statt. 1975 erfolgte die Umbenennung in Volksbank eG mit dem Sitz in Oldendorf.

### Geschichte der Volksbank Ahlerstedt
Die Volksbank eG mit dem Sitz in Ahlerstedt wurde am 28. Januar 1911 gegründet und hieß früher Spar- und Darlehnskasse. Im Jahr 1991 kam es zum Zusammenschluss mit der Spar- und Darlehenskasse Wangersen eG mit dem Sitz in Wangersen, die danach als Geschäftsstelle bis zu ihrer Schließung am 14. November 2014 geführt wurde.

## Rechtsverhältnisse
Die Volksbank eG ist im Genossenschaftsregister beim Amtsgericht Tostedt unter GnR 100017 eingetragen.

## Organisationsstruktur
Rechtsgrundlagen sind das Genossenschaftsgesetz und die durch die Generalversammlung beschlossene Satzung. Organe der Bank sind der Vorstand, der Aufsichtsrat und die Generalversammlung.

## Sicherungseinrichtung
Die Volksbank eG ist der amtlich anerkannten Sicherungseinrichtung des Bundesverbandes der Deutschen Volksbanken und Raiffeisenbanken GmbH und der zusätzlichen freiwilligen Sicherungseinrichtung des Bundesverbandes der Deutschen Volksbanken und Raiffeisenbanken e.V. angeschlossen.

## Geschäftsausrichtung
Die Volksbank eG betreibt das Universalbankgeschäft. Sie gehört zur genossenschaftlichen FinanzGruppe und bietet somit als Allfinanzdienstleister eine breite Palette an Finanzdienstleistungen aus einer Hand an. Im Verbundgeschäft arbeitet sie mit der DZ Bank, R+V Versicherung, Bausparkasse Schwäbisch Hall, Teambank, VR Smart Finanz, Münchener Hypothekenbank, DZ Hyp und der Union Investment zusammen.

## Geschäftsgebiet
Das Geschäftsgebiet liegt im Westen und Süden des Landkreises Stade.
An diesen Orten betreibt die Bank Filialen:
- Fredenbeck (Hauptstelle, jur. Sitz)
- Oldendorf (Geschäftsstelle)
- Ahlerstedt (Geschäftsstelle)
- Kutenholz (Geschäftsstelle)